# Tais de Cássia Andrade
Tais de Cássia Andrade (São Gonçalo do Sapucaí, 20 de março de 1992), mais conhecida como Tais Andrade, é uma atleta de futsal brasileira, atualmente na posição de ala da Seleção Brasileira de Futsal Feminino e do Stein Cascavel, time de futsal de Cascavel, Paraná.[carece de fontes?]

## Carreira
Tais começou a jogar futsal aos 10 anos de idade, na quadra da Escola Municipal José Augusto de Paiva, em sua cidade natal, Varginha - MG. Na época recebeu o primeiro convite para compor a seleção da cidade, feito pela SEMEL - Secretaria Municipal de Esporte e Lazer de Varginha.
Ao se destacar nos campeonatos da região do estado de Minas Gerais, Tais foi convidada a ir para Santa Catarina, onde conquistou títulos regionais com o Kindermann-SC, a Taça Brasil Sub-20 e o vice-campeonato da Liga Nacional de Futsal, já como jogadora profissional. Em 2017, foi convocada pela seleção brasileira para competir a Copa América Feminina de Futsal.[carece de fontes?]

Ao longo da última década, Tais passou por vários times paulistas, como o Pinda Futsal, São José e o Palmeiras. Em sua última convocação para a seleção brasileira, em fevereiro de 2023, Tais se destacou por ser uma das quatro atletas da seleção que ainda atuam no Brasil. Sobre este fato, Tais comentou:
"Com muito trabalho eu consegui ir bem no ano passado e fazer vários gols decisivos. Acredito que o que me levou a isso foi o trabalho. Vou continuar trabalhando forte para poder voltar em outras oportunidades".

## Títulos internacionais
- Torneio Internacional de Xanxerê 2023[carece de fontes?]
- Copa Libertadores Futsal Feminino 2023[carece de fontes?]